# Lucé (Eure-et-Loir)
Lucé é uma comuna francesa na região administrativa do Centro, no departamento de Eure-et-Loir. Estende-se por uma área de 6,06 km². Em 2010 a comuna tinha 15 655 habitantes (densidade: 2 583,3 hab./km²).